# Apotheke Riesstraße 68
Die alte Apotheke Riesstraße 68 in der niedersächsischen Gemeinde Ritterhude stammt aus dem ersten Drittel des 20. Jahrhunderts. Aktuell (2025) wird sie seit 2023 als Verwaltungssitz (u. a. Bildung, Kultur und Freizeit, Soziales, Arbeit) der Gemeinde genutzt.
Das Gebäude steht unter Denkmalschutz (siehe auch Liste der Baudenkmale in Ritterhude).

## Geschichte und Beschreibung
Die in Ritterhude geborenen Gebrüder Ries wanderten in den 1860er Jahren nach Amerika aus und gründeten mit ihrem dort erworbenen Vermögen mehrere Stiftungen zur Verschönerung und Verbesserung der Stadt Ritterhude. Von 1912 bis 1933 ließen sie aus Mitteln dieser Stiftungen sechs Gebäude (Turnhalle, Apotheke, Rathaus, Pfarrhaus mit Konfirmandensaalgebäude, Riesschule, Postgebäude) errichten.
Das zweigeschossige traufständige verklinkerte Gebäude auf hohem Sockel, mit ziegelgedecktem Walmdach mit drei Giebelgauben wurde 1926 nach Plänen von Regierungsbaumeister Friedrich August Wilhelm Schuckmann (Bremen) gebaut, aus Mitteln der Geschwister Ries. Die symmetrischen Fassaden wurden gestaltet durch einen mittigen Eingang mit dem halbkreisförmigen und von Pfeilern getragenem Vorbau mit zwei seitlichen Freitreppen und dahinter die Eingänge sowie darüber ein Balkon mit gemauerter Brüstung. In Sandstein wurden das Gesimse und die Nischeneinfassung im Obergeschoss ausgeführt. Rückseitig steht ein eingeschossiger wohl späterer Anbau. Die städtische Apotheke wurde später zum Verwaltungsgebäude der Gemeinde umgebaut.
Das Landesdenkmalamt befand u. a.: „… Backsteinbau in leicht expressionistischer Formgebung … .“
Der Architekt Friedrich Schuckmann hat in Ritterhude entworfen: Apotheke (1926), Rathaus (1928), Pfarrhaus (1929), Riesschule (1930) und Postgebäude (1933).